# 考利·瓦斯特
考利·瓦斯特（Kauli Vaast，2002年2月26日—），法国男子冲浪运动员，2023年世界冲浪运动会男子团体银牌得主、2024年世界冲浪运动会男子短板铜牌得主、2024年夏季奥林匹克运动会男子短板金牌得主。